# Балыкту
Балыкту (Балыксу, Балыкты) — река в России, протекает в Чойском районе Республики Алтай. Устье реки находится по левому берегу реки Уймень в 68 км от устья Уймени. Длина реки составляет 19 км.

## Данные водного реестра
По данным государственного водного реестра России относится к Верхнеобскому бассейновому округу, водохозяйственный участок реки — Бия, речной подбассейн реки — Бия и Катунь. Речной бассейн реки — (Верхняя) Обь до впадения Иртыша.